# 연합국 원정군 최고사령부
연합국 원정군 최고사령부(Supreme Headquarters Allied Expeditionary Force), 약자 SHAEF는 1943년 말부터 제2차 세계 대전 종전까지 서유럽 및 북유럽에서 활동한 서방 연합국의 합동본부였다. 설립부터 해산 때까지 미국 육군원수 드와이트 D. 아이젠하워가 최고사령관직을 역임했다.

## 역사

### WW2, 유럽 전구
SHAEF는 1943년 12월, 미국 육군 지중해 작전전구에서 드와이트 D. 아이젠하워 원수가 전근하여 왔을때 런던 테딩턴 부시 공원의 쉐아프 길(Shaef way) 인근에 설치하였던 캠프 그리피스에 설립되었다. 포츠머스 근처의 사우스윅 하우스을 보조 본부로 썼다. 1944년 프랑스를 해방할 때까지 SHAEF는 영국에 계속 남아있었다.
오버로드 작전으로 노르망디 교두보를 확보한 영국 육군 원수 버나드 몽고메리가 이끄는 제21집단군는 동쪽을, 미국 육군 중장 오마 브레들리아 이끄는 제12집단군 서쪽을 확보하였다.
미국 제6집단군은 연합군 본부 산하 지중해 작전전구의 지휘 아래에 1944년 8월 15일에 실행된 남부 프랑스 침공작전인 용기병 작전를 마치고 한달 후에 SHAEF로 넘겨졌다. 
서부 전선에는 북부의 제21집단군, 중부의 제12집단군, 남부의 제6집단군으로 로3개 집단군이 배치되었다. 

### 전후, SHAEF의 후신
독일의 항복 이후, 1945년 7월 14일에 이후 SHAEF는 폐지되었다. 

#### 미국
미국 육군 유럽 작전전구는 얼마 안있어 미국 유럽 전구군(USFET), 1947년 3월 15일에 유럽 사령부(EUCOM)로 재편성되었다. 1952년 8월 1일에 설립된 통합전투사령부인 미국 유럽 사령부와의 혼돈을 피하기 위해 미국 유럽 육군으로 개명되었다.

#### 유럽
1949년 브뤼셀 조약기구로도 알려진 서방연합방위기구(WUDO)이 설립되어, 2년 뒤 1951년에 북대서양 조약 기구의 군사 부문인 유럽 연합군 최고사령부(SHAPE)로 대채되었다.
2011년 6월 30일에 서유럽 연합을 대채한 유럽 연합은 2017년에 군사계획 및 실행능력(MPCC)를 설립하였다.

## 조직 구조

### 본부
1. 영국, 런던 테딩턴 부시 공원 캠프 그리피스
2. 프랑스, 트리아농 팰리스 호텔[fn 1]; 1944년 12월
3. 프랑스, 랭스
4. 독일, 프랑크푸르트; 1945년 5월 26일

### 지도부
- 최고연합사령관: 대장 드와이트 D. 아이젠하워
- 최고연합부사령관: 영국 왕립공군 원수 아서 테더 남작
- 참모장 (COSSAC): 미국 육군 Walter Bedell Smith 월터 베델 스미스[*]
- 부참모장 (작전): 영국 육군 중장 Frederick E. Morgan 프레데릭 E. 모건[*]
- 부참모장 (행정책임관): 영국 육군 중장 Humfrey Gale 험프리 게일[*]
- 항공 부참모장
  1. 영국 왕립공군 Air chief marshal James Robb 제임스 롭[*]; 1943년 12월 ~ 1945년 5월
  2. 영국 왕립공군 Air Vice Marshal Roderick Carr 로데릭 카[*]; 1945년 6월 ~ 1945년 7월 14일
- 육군 사령관:
  - 원수 버나드 몽고메리 (제21군집단)
  - 중장 오마 브래들리 (제12군집단)
  - 중장 제이컵 데버즈 (제6군집단)
- 공군사령관: 영국 왕립공군 Sir Trafford Leigh-Mallory 트래퍼드 리맬러리 경[*] (연합원정공군)
- 공군부사령관: 미국 육군 항공대 소장 Hoyt Vandenberg 호이트 벤더버그[*]
- 해군사령관: 영국 왕립해군 제독 Sir Bertram Ramsay 버트럼 램지 경[*][1]
- 프랑스군 고문관: 프랑스 자유군 대장 Marie-Pierre Kœnig 마리 피에르 쾨니그[*]
- 소련군 고문관: 붉은 군대 대장 Иван Алексеевич Суслопа́ров 이반 수슬로파로프[*]

### 참모진
- 총참모, 비서: 대령 Ford Trimble 포트 트림블[*]
- G-1 (인사): 미국 육군 소장 Ray Barker 레이 바커[*]
- G-2 (첩보): 
  1. 소장 John Whiteley 존 화이틀리[*]
  2. 소장 Kenneth Strong 케네스 스트롱[*]
- G-3 (작전): 소장 Harold Bull 해롤드 불[*]
- G-4 (군수): 소장 Robert Crawford 로버트 크로우포드[*]
- G-5 (민간/군인 작전):
  1. 영국 육군 소장 Sir Roger Lumley 로저 룸레이[*] 경
  2. 영국 육군 중장 Arthur Edward Grasett 아서 에드워드 그레젯[*]
- 보급근무대/Communications Zone: 미국 육군 중장 John C. H. Lee 존 C. H. 리[*]

### 정책관
- 미국
  - 외교관 William Phillips 윌리엄 필립스[*]
  - 외교관 Robert Daniel Murphy 로버트 대니얼 머피[*]
  - 미국 Mr. Samuel Reber 세뮤얼 레버[*]
- 영국
  - Mr. Charles Peake 찰스 피크[*]
  - Mr. Christopher Steel 크리스토퍼 스틸[*]

### 전투서열
- 제1연합공수군
- 영국 제21집단군
  - 제1캐나다군
  - 영국 제2군
- 미국 제12집단군
  - 미국 제1군
  - 미국 제3군
  - 미국 제9군
  - 미국 제15군
- 미국 제6집단군
  - 제1프랑스군
  - 미국 제7군

오버로드 작전 당시, 강습 단계인 넵튠 작전을 맡은 해군부대와 2개 전술공군인 미국 육군 항공대의 제9공군(9 AF)과 영국 왕립공군의 제2전술공군(2TAF)을 통제하였다. 영국의 전략폭격기부대 또한 넵튠 작전을 위해 지휘 아래에 있었다.

## 참가국
- 그리스 왕국
- 남아프리카 연방‏‎
- 네덜란드
- 노르웨이
- 뉴질랜드
- 뉴펀들랜드
- 덴마크
- 룩셈부르크
- 미국
- 벨기에
- 영국
- 오스트레일리아
- 유고슬라비아 왕국
- 자유 프랑스
- 체코슬로바키아 망명 정부
- 캐나다
- 폴란드 제2공화국 망명 정부

## 참고

### 인용
1. ↑  “Unity of Command – Normandy Invasions”. 2007년 12월 2일에 원본 문서에서 보존된 문서. 2007년 9월 23일에 확인함.